# Ayelet Waldman
Ayelet Waldman (Jerusalén, 11 de diciembre de 1964) es una escritora y novelista estadounidense de origen israelí. Ha escrito la serie de misterio The Mommy-Track Mysteries y otras novelas. También ha escrito otros ensayos autobiográficos.

## Biografía
Ayelet Waldman procede de una familia emigrada a América del Norte desde Ucrania a principios del siglo XX. Su padre, Leonard, era de Montreal (Canadá), aunque vivía en Israel cuándo conoció a su madre, Ricki. Después se trasladaron a Jerusalén, donde Waldman nació. Tras la Guerra de los Seis Días en 1967, su familia se trasladó hasta Montreal, cerca de Rhode Island, aunque al fin recalaron en Ridgewood, New Jersey cuando Ayelet Waldman estaba en sexto grado. Waldman asistió a la Universidad Wesleyana, donde se graduó en Psicología en 1986. Waldman continuó estudios en la Escuela de Leyes de Harvard, donde se graduó con J.D. en 1991.
Waldman se crio en el seno de una familia judía y fue a la escuela hebrea." En su familia ha habido trastornos bipolares, una enfermedad que ella ha recreado en sus libros. Se casó en 1993 con el escritor Michael Chabon. Del matrimonio nacieron cuatro hijos, Sophie (1994), Ezekiel (1997), Ida-Rose (2001), y Abraham (2003).
Durante las elecciones primarias y, después, durante la campaña de las elecciones presidenciales de 2008, Waldman mostró su apoyo al Partido Demócrata y al candidato Barack Obama, y llegó a ser delegada en la Convención Nacional Demócrata de 2008.

## Carrera legal y académica
Tras graduarse en Derecho, Waldman trabajó para una corporación de Nueva York durante un año. Posteriormente, trabajó como abogada criminalista en California durante tres años. Waldman fue profesora adjunta de Derecho en la Universidad de California, Berkeley de 1997 a 2003. También trabajó como asesora de la Alianza de Política del Fármaco. Mientras estuvo trabajando como profesora universitaria, encontró que escribir artículos eruditos era poco interesante, así que, en cambio, comenzó a escribir ficción.

## Carrera literaria

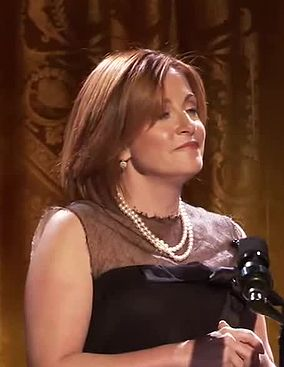
Ayelet Waldman

Comenzó su carrera escribiendo varios libros en línea y artículos sobre la maternidad, tras el nacimiento de su primer niño y una vez dejó a un lado su profesión de abogada. En 1997 Waldman empezó a escribir novelas de misterio. Al principio escribía en secreto, sin más lectores que su marido. Waldman ha declarado que su primer trabajo de misterio, que se publicó con el título Delitos de Vivero, en realidad era un primer intento de escritura creativa.
A continuación, Waldman escribió la serie The Mommy-Track Mysteries. El protagonista, Juliet, es un detective que vive en casa de su madre y padece de aburrimiento. Para aliviarlo, Juliet trabaja como detective a tiempo parcial. El título colectivo de la serie es The Mommy-Track Mysteries. Las novelas son humorísticas y Waldman ha dicho de sus delincuentes que "no son villanos". "Son personas cuyo delito entiendes."

### Novelas
Su primera novela fue Daughter's Keeper, publicada en 2003. Waldman nos relata su experiencia como abogada defensor en casos reales, como el caso de tráfico de fármacos. El primer manuscrito fue rechazado por varias editoriales. Presenta a una mujer joven, Olivia, que se ve implicada en el tráfico de fármacos y su relación con su madre. El libro analiza la política federal de fármacos y el sistema judicial estadounidense. La novela estaba inspirada en un caso real que Waldman defendió. El libro fue finalista del premio California Del Norte.
Amor y otras búsquedas imposibles, publicado en 2006, es una novela sobre un abogado educado en Harvard con un hijastro precoz que pierde un bebé. Algunas críticas fueron negativas.
Sobre algunas de sus novelas se han rodado películas protagonizadas entre otros por Natalie Portman, Lisa Kudrow y Scott Cohen. La película premiered en el Festival de cine de Toronto en agosto de 2009.
Entre sus cuentos, podemos destacar su colaboración en la antología McSweeney's Stories of Love and Neuroses (2003) o McSweeney's Enchanted Chamber of Astonishing Stories (2004), este última editada por Michael Chabon.

### Ensayos
Waldman ha escrito varios ensayos de autoficción. Se trata de publicaciones sobre sus impresiones personales de variados asuntos: la maternidad, sobre cómo actúan las mujeres o sobre la cría de los hijos. Algunos escritos exploraron la sexualidad de madres o de jóvenes, el envejecimiento, las mentiras literarias o las costumbres judías. Incluso ha escrito sobre aspectos del sistema de justicia criminal. En 2005 publicó el ensayo "Motherlove", en el que 33 madres hablan sobre niños, sexo, hombres, envejecimiento y otras muchas facetas de una madre. Waldman ha dirigido debates televisivos como The View y ha participado en otros foros.
En 2009, Waldman publicó una colección de sus ensayos personales, Bad Mother: A Chronicle of Maternal Crimes, Minor Calamities, and Occasional Moments of Grace. El libro incluye capítulos en la crítica de las mujeres por otras mujeres, feminismo, maternidad, y asoció ansiedades, incluyendo ansiedades sobre matrimonio, sexualidad de madres y adolescentes, deberes, enfermedades mentales, la pérdida de un hijo o las relaciones con una suegra.

### Blogs
Durante 2004 y 2005, Waldman escribió un blog bajo el título de "Bad Mother." Entre sus temas preferidos destacan la sexualidad, los derechos de gais y lesbianas, la maternidad y su desorden bipolar.

## Obra

### Novelas de misterio

#### Serie "Mommy-Track"
- Nursery Crimes (2000)
- The Big Nap (2001)
- Playdate With Death (2002)
- Death Gets a Time-Out (2003)
- Murder Plays House (2004)
- The Cradle Robbers (2005)
- Bye-Bye, Black Sheep (2006)

### Otras novelas
- Daughter's Keeper (2003)
- Love and Other Impossible Pursuits (2006) - No Brasil, As coisas impossíveis do amor
- Red Hook Road (2010)
- Love and Treaure (2014) Hodder & Staughton. ISBN 978-1-4447-6311-9

### Ensayo
- Bad Mother: A Chronicle of Maternal Crimes, Minor Calamities, and Occasional Moments of Grace (2009)